# Plac Armii Krajowej w Rybniku
Plac Armii Krajowej w Rybniku – rozległy plac znajdujący się w Śródmieściu. Położony jest pomiędzy skrzyżowaniem ulic Jankowickiej i W. Reymonta oraz ulicy 3 Maja. Ruch na placu jest jednokierunkowy. W planach jest wyłączenie Placu AK z ruchu i utworzenie na nim parkingu dla pobliskich instytucji i urzędów.

## Obiekty
- Komenda Miejska Policji
- Urząd Skarbowy
- Banki
- Bussines Center K1

## Komunikacja
Na placu znajduje się przystanek KM - Rybnik Policja, ponadto biegną trasy 13 linii komunikacji miejskiej.